# Puente ferroviario de Montijo
El puente de Montijo fue una infraestructura ferroviaria planeada, que formaría parte de la Línea del Sorraia, y que uniría Alcochete a Lisboa, pasando por el río Tajo, en Portugal.

## Historia
En la transición al siglo XX, estaba planeada la Línea del Sorraia, que uniría Fronteira, en el Distrito de Portalegre, a la Estación de Quinta Grande, en la Línea de Vendas Novas; el concurso para este ferrocarril fue abierto el 23 de septiembre de 1903, pero, debido a diversos problemas, no llegó a ser construido, siendo el proyecto abandonado en 1907.
La Línea del Sorraia volvería a surgir, profundamente modificada, en un Decreto del 28 de marzo de 1930; en el que pasó a tener su inicio en la Estación de Ponte de Sor, en la Línea del Este, y terminaría en Lisboa, transitando por Quinta Grande y Alcochete, y con una conexión al Ramal del Montijo. En este proyecto, estaba incluida la construcción del Puente de Montijo, una estructura de grandes dimensiones, que permitiría el atravesamiento del río Tajo.